# Laccacida lacunata
Laccacida lacunata är en stekelart som beskrevs av Prinsloo 1977. Laccacida lacunata ingår i släktet Laccacida och familjen sköldlussteklar. Inga underarter finns listade i Catalogue of Life.